# Akrapovič
L'Akrapovič (pronuncia slovena: [aˈkrapovitʃ]) è un produttore sloveno di impianti di scarico ad alte prestazioni inizialmente per i motocicli e in seguito anche per le automobili. È fornitore a livello mondiale in MotoGP, Superbike, Supersport, Supermoto, Motocross, Enduro e Rally raid.

## Storia
Fondata nel 1990 con il nome “Skorpion in Scorpion” a partire dalla convinzione del pilota Igor Akrapovič, che durante la sua carriera si rese conto della mancanza al grande pubblico di impianti di scarico di alta qualità. Sosteneva che all'epoca i condotti fossero eccessivamente spessi, che gli impianti tecnicamente superiori alla media fossero troppo costosi e difficili da ottenere per l’acquirente medio. Ideò dunque un proprio sistema di scarico che a suo parere fosse soddisfacente, basandosi sull'esperienza acquisita nel campo del tuning motociclistico. Sostituì l’acciaio con materiali come le fibre di carbonio ed il titanio.
Nel 1993 la Kawasaki testò gli scarichi Akrapovič in Germania e nel 1994 furono per la prima volta usati in competizioni internazionali: l'ESBK ed il WSBK. Numerosi team di superbike furono presto attratti da questi scarichi, quindi non solo Kawasaki ma anche Yamaha, Suzuki, Ducati ed Honda.
Nel 1997 la compagnia cambiò nome da "Skorpion in Scorpion" ad Akrapovič e in quello stesso anno, Akira Yanagawa divenne il primo pilota a vincere una gara usando uno scarico Akrapovič su una moto Kawasaki. Dopo una forte crescita delle vendite, in particolare in Germania con un incremento del 70% annuo, nel 1999 la capacità produttiva fu espansa spostando l’officina da un ambiente di iniziali 450 m² a 3000 m² nella città di Ivančna Gorica. Da quel momento la fabbrica ha più che quadruplicato l’originale metratura fino ad arrivare a 13000 m² nel 2010.
Nel 2000 Colin Edwards fu il primo a conquistare il titolo mondiale con la sua Honda SP-01 equipaggiata di scarico Akrapovič.
In seguito all'aumento dei profitti, la compagnia aumentò gli investimenti nelle nuove tecnologie e nella modernizzazione provvedendo all'upgrade dei sistemi di progettazione 3D, all'implemento di strumenti specifici ed all'automazione della produzione. Nel 2004 la compagnia ebbe il primo contatto con l’industria automobilistica e poi nel 2007 sviluppò ed equipaggiò un sistema di scarico per una macchina da Formula 1 e sempre nello stesso anno venne anche cambiato il logo. Akrapovič è fornitore nella tedesca Porsche Sport Cup, dove le auto Porsche gareggiano in sei competizioni ufficiali e no. Con il 42% dei voti, sempre nel 2007, arriva il premio Miglior produttore di impianti di scarico per il magazine tedesco Motorrad, premio riconfermato anche negli anni successivi con un numero di consensi mai visti prima.

## Collaborazioni

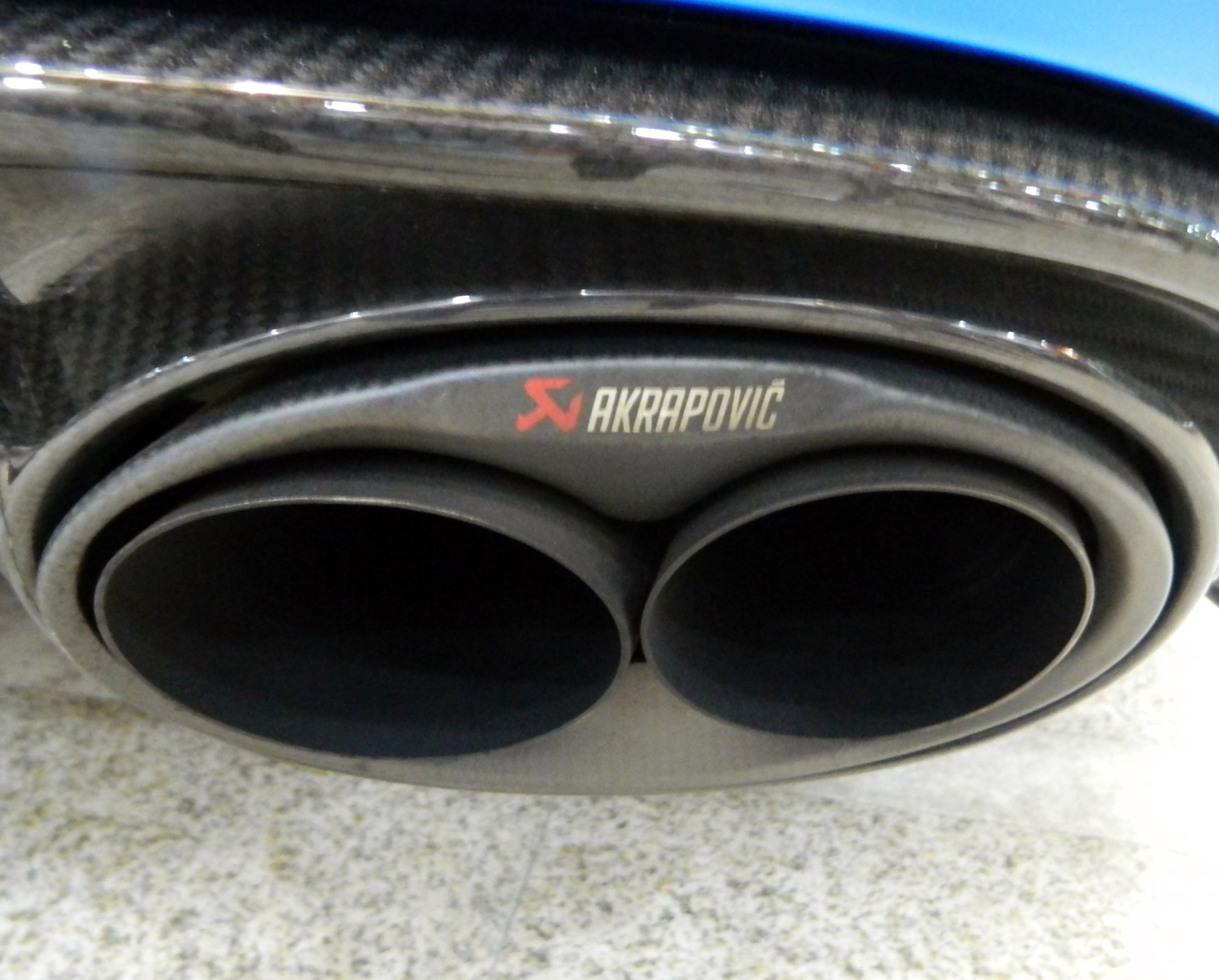
Audi RS7

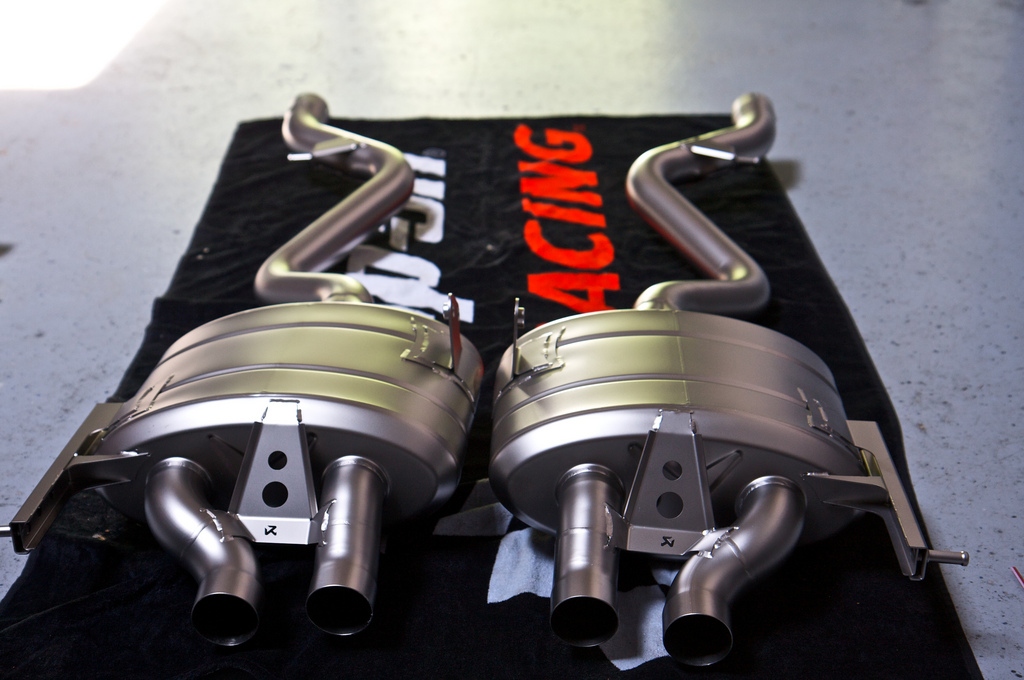
Esempio di un impianto di scarico automobilistico Akrapovic per una BMW E92 M3

La compagnia collabora con vari costruttori di moto: Yamaha offre prodotti Akrapovič come optional e accessori della R1 e della MT-01. BMW Motorrad monta Akrapovič di serie sulla F800R e la HP2 Megamoto, ma anche come optional sulla maggior parte della gamma. Scarichi Akrapovič sono montati anche su molte Kawasaki da corsa, specialmente il modello Z1000, ma anche su moto Honda, Aprilia e Suzuki. Akrapovič fornisce i sistemi di scarico alle auto LMP Audi già dal 2009 ed è partner ufficiale di Audi Sport dal 2012. Molti dei piloti della Supersport competono con impianti Akrapovič personalizzati, incluso Roger Lee Hayden che ne ha equipaggiato uno su misura alla sua Kawasaki. Nel 2015, la ditta si è occupata della progettazione e realizzazione dell'impianto di scarico della hypercar Koenigsegg Regera. 

## Materiali
Gli scarichi Akrapovič sono prodotti a partire da materiali come la fibra di carbonio ed il titanio: la fabbrica della compagnia possiede una propria fonderia di titanio e macchine da idroformatura. La fonderia di titanio si trova in un edificio di 800 m² posto nella città di Ivančna Gorica dove ha anche sede la compagnia. Il processo produttivo coinvolge fasi di colatura, fusione, radioscopia a raggi X e varie analisi chimiche con l’ausilio degli strumenti CAD/CAM e CAE. La linea Akrapovič Evolution si pone come prodotto top e comprende anche marmitte, tubi di scarico e risuonatori con componenti di titanio e/o fibra di carbonio.